# Сяо Шухай
Сяо Шухай (кит. упр. 肖书海, пиньинь Xiāo Shū Hǎi, англ. Shuhai Xiao; род. 1966) — китайско-американский учёный, палеобиолог и геобиолог, видный специалист по эдиакарскому периоду. Доктор философии, профессор Политехнического университета Виргинии, где трудится с 2003 года. Член НАН США (2023). Фелло Геологического общества Америки (2015). Отмечен премией Чарлза Шухерта (2006) и медалью Мэри Кларк Томпсон (2021).

## Биография
Вырос в сельской местности уезда Тайхэ, провинция Цзянси на юге Китая; его отец был учителем средней школы, а мать — домохозяйкой.
Окончил Пекинский университет как бакалавр (1988) и магистр (1991) геологии; учился там с 1984 года. Получил степени магистра (1996) и доктора философии (1998) по биологии в Гарварде; изучал там палеобиологию под началом Эндрю Нолла, в чьей лаборатории затем провел еще два года как постдок. Прежде чем попасть в Гарвард, успел провести два года в Нанкинском институте геологии и палеонтологии Китайской академии наук.
С 2000 года в штате Тулейнского университета. С 2003 года ассистент-профессор Политехнического университета Виргинии, с 2005 года ассоциированный профессор, с 2008 года фул-профессор.
Стипендиат Гуггенхайма (2010).
С 2004 года вице-председатель International Neoproterozoic Subcommission.
Фелло Палеонтологического общества. Отмечен Virginia Tech Alumni Award for Research Excellence (2010).
Соредактор трех международных журналов и входит в редколлегии еще шести научных журналов (Precambrian Research (ассоциированный редактор), Palaios, Paleoworld, Frontier of Earth Science in China, Solid Earth, Journal of Stratigraphy). В 2004-06 гг. ассоциированный редактор Journal of Paleontology.
Автор ряда книг. Начиная с 1998 года опубликовал более 180 рецензированных статей, в том числе более десятка в Nature, Science, Proceedings of the National Academy of Sciences.